# 시노하라촌 (이시카와현)
시노하라촌(篠原村)은 이시카와현 에누마군에 있던 촌이다.

## 지리
- 동해 해안에 면한 현재의 가가시 북부에 위치하고 있으며, 현재 마을 지역에는 호쿠리쿠 자동차도로가 지나고 있고, 가타야마즈 나들목이 설치되어 있다.
- 사사하라의 남쪽 일부는 시바야마가타에 면해 있었다.
- 산업은 농업이 주를 이루며, 동해, 시바야마가타에 접해 있어 어업도 이루어졌다.
- 겐페이 전쟁(지쇼·주에이의 난)의 하나인 시노하라 전투가 있었던 곳이며, 시노하라 옛 전장, 데즈카 미노모리에게 패배한 사이토 미노모리를 묻은 곳이라고 전해지는 미노모리즈카즈카, 슈세지케가 있다. 참고로 현재 신보리강에는 겐헤이바시(源平橋)가 있고, 마을 이름에 겐헤이마치(源平町), 미츠카미모리의 이름을 딴 데즈카마치(手塚町)가 있다.

## 역사
- 1889년 4월 1일 - 정촌제 시행에 의해 에누마군 시노하라촌이 성립하였다.
- 1954년 3월 31일 - 가타야마즈정과 합병해 새로운 가타야마즈정이 성립하여, 소멸하였다.